# 운주산
운주산(雲住山)은 세종특별자치시 전의면과 전동면 일대에 있는 산이다. 높이는 459.9m이다.

## 문화재
- 운주산성 - 세종특별자치시의 기념물 제1호

## 사찰
- 비암사